# 福島県道127号会津坂下塩川線
福島県道127号会津坂下塩川線（ふくしまけんどう127ごう あいづばんげしおかわせん）は、福島県河沼郡会津坂下町から喜多方市に至る一般県道である。

## 路線概要
- 起点：河沼郡会津坂下町三谷字佐藤分
- 終点：喜多方市塩川町東栄町
- 総延長：6.711 km[1]
  - 実延長：総延長に同じ
- 路線認定年月日：1959年8月31日[2]

### 重用路線
- 福島県道209号塩川停車場線（喜多方市塩川町中町 - 同市塩川町東栄町〈終点〉）

### 道路施設
立川橋
山王橋
- 全長：136.5 m
- 幅員：9.8 m
- 竣工：1990年[3]

喜多方市塩川町遠田字向川原から字新屋敷に至り、一級水系阿賀野川水系日橋川を渡る。1917年に全長54.5 m、幅員1.8 mの橋梁が架けられ、1963年に全長144 m、幅員4 mの鋼橋に架け替えられた。現在の橋梁は1990年に完成した3代目のものである。

## 通過する自治体
- 河沼郡会津坂下町 - 湯川村 - 喜多方市

## 接続・交差する道路
- 会津坂下町内
  - 福島県道21号喜多方会津坂下線
- 喜多方市内
  - 福島県道326号浜崎高野会津若松線（塩川町清水岸）
  - 福島県道209号塩川停車場線 塩川駅方面（塩川町中町）
  - 国道121号・福島県道7号猪苗代塩川線〈塩川町東栄町 終点〉）